# 우리들의 인생학교
《우리들의 인생학교》는 대한민국의 버라이어티 프로그램이였다.